# Aleksandr Siemiradzki
Aleksandr (Aleksander) Antonowicz Siemiradzki (ros. Александр Антонович Семирадский, ur. 4 grudnia 1923 we wsi Kazancewo obecnie w rejonie szuszeńskim w Kraju Krasnojarskim, zm. 30 stycznia 1945 w Pile) – radziecki wojskowy polskiego pochodzenia, major, uhonorowany pośmiertnie tytułem Bohatera Związku Radzieckiego (1945).

## Życiorys
Skończył 10 klas szkoły średniej w Artiomowsku, w listopadzie 1941 wstąpił ochotniczo do Armii Czerwonej, w maju 1942 ukończył szkołę piechoty w Moskwie. W sierpniu 1942 został dowódcą kompanii piechoty 1067 pułku piechoty 311 Dywizji Piechoty na Froncie Wołchowskim. Od 10 do 15 lutego 1943 podczas przełamywania obrony przeciwnika zabił 30 niemieckich żołnierzy i zdobył wiele broni i sprzętu, za co został odznaczony Orderem Czerwonej Gwiazdy. W czerwcu 1943 wyznaczono go adiutantem dowódcy 311 Dywizji Piechoty, w 1943 przyjęto go do WKP(b). Latem 1944 brał udział w walkach na Łotwie, m.in. w rejonie Krasławia, gdzie pracował w sztabie 1071 311 Dywizji Piechoty, od października 1944 dowodził tym pułkiem, biorąc udział w operacji memelskiej i zadając wraz z pułkiem wrogowi duże straty (200 zabitych i 33 jeńców). W styczniu 1945 jako dowódca batalionu 1071 pułku piechoty 311 Dywizji Piechoty 61 Armii 1 Frontu Białoruskiego w stopniu majora brał udział w operacji warszawsko-poznańskiej, m.in. forsowaniu Wisły (14 stycznia 1945), wyzwalaniu Warszawy. 29 stycznia 1945 w walkach o Kotuń k. Piły jego batalion zabił do 70 niemieckich żołnierzy i zdobył 200 wagonów wojskowych, 12 samochodów i 8 dział, następnego dnia wdarł się do Piły. Mjr Siemiradzki został ciężko ranny w walkach ulicznych i tego samego dnia zmarł. Po wojnie został pochowany na cmentarzu wojskowym w Pile. Jego imieniem nazwano ulice w Szuszenskoje, Artiomowsku, Kyzył, Pile oraz szkołę, w której się uczył. Na domu, w którym mieszkali jego rodzice, umieszczono tablicę pamiątkową.

## Odznaczenia
- Złota Gwiazda Bohatera Związku Radzieckiego (pośmiertnie, 27 lutego 1945)
- Order Lenina (pośmiertnie, 27 lutego 1945)
- Order Czerwonego Sztandaru (17 listopada 1944)
- Order Wojny Ojczyźnianej I klasy (10 sierpnia 1944)
- Order Wojny Ojczyźnianej II klasy (28 czerwca 1944)
- Order Czerwonej Gwiazdy (12 maja 1943)